# Jonothon Starsmore
Jonothon Evan Starsmore, è un personaggio dei fumetti creato da Scott Lobdell (testi) e Chris Bachalo (disegni), pubblicato dalla Marvel Comics. Con il nome in codice di Chamber, fece la sua prima apparizione come uno dei protagonisti della serie Generation X datata settembre 1994. Fece anche parte per un breve periodo degli X-Men. In seguito agli eventi della saga di House of M come la maggior parte dei mutanti perse i propri poteri. Recentemente è riapparso nella serie New Warriors con il nome in codice di Decibel.

## Biografia del personaggio

### Origini
Jonothan Starsmore (Jono per gli amici) è un mutante inglese che possiede una fornace di energia psionica nel proprio torace. I suoi poteri si manifestarono con un'esplosione durante un party a cui era andato con la fidanzata Gayle Edgerton, distruggendo il suo torace ed una porzione del suo viso comprendente la mandibola, nonché storpiando la ragazza. Da allora Jono comunicò con gli altri tramite una limitata telepatia e non ha bisogno di mangiare, bere o respirare. Tutto il suo essere è sostenuto dall'energia psionica che si annida nel suo torace al posto degli organi che un normale individuo dovrebbe avere. Si suppone che sia composto di pura energia e che il suo corpo altro non sia che un mero involucro. È stato classificato come uno dei più potenti mutanti sulla faccia della Terra, tuttavia i suoi poteri sono influenzati dalle sue emozioni, e quindi spesso incontrollabili.

### Generation X
Dopo la manifestazione dei suoi poteri, Jono accettò l'invito del professor Xavier ad unirsi al junior team degli X-Men. All'arrivo all'aeroporto, fu attaccato da Emplate, mutante che aveva bisogno di materia organica per sopravvivere, in suo aiuto accorsero i membri di Generation X, Husk, M, Synch, Skin e Jubilee. In seguito, Emplate riuscì a catturare Jono con l'aiuto di Gayle, presa in seguito in ostaggio. La ragazza lo incolpava per la perdita delle sue gambe, e dopo la loro liberazione i due presero strade diverse. Jono cominciò quindi una traballante e stravagante relazione con Husk, tanto che una volta fece esplodere il dormitorio femminile per il panico di un bacio che lei gli aveva dato.
Dopo l'esplosione di una bomba in cui perse la vita Synch, l'omicidio di Adrienne, l'attentatrice, per mano di Emma Frost, e il ritorno all'alcolismo da parte di Banshee, i ragazzi decisero che era ora di lasciare la Massachusetts Academy.

### X-Men, Weapon X e oltre
Dopo la chiusura della scuola gli fu proposto di entrare negli X-Men. Jono declinò l'offerta e si recò a Londra, dove presto cominciò una relazione con la cantante pop Sugar Kane, per la quale lui non era altro che nuova pubblicità. Dopo la finta notizia della gravidanza di Sugar apparsa nei tabloid, Jono decise di lasciarla e tornare con gli X-Men. Come tale, investigò sulle morti avvenute all'Empire State University, la cui unica sopravvissuta Amber, era anche l'unica sospettata. Tornato all'istituto, vide Husk fra le braccia di Arcangelo, questo lo portò a distruggere il bar in cui si trovavano. Messo in prigione dagli X-Men, gli fu offerto da Brent Jackson di entrare nel programma Arma X. Dopo aver accettato cominciò la sua opera di spionaggio per conto degli X-Men, Weapon X gli ricostruì le parti del suo corpo andate distrutte. La serie fu cancellata prima di una vera conclusione.
Dopo gli eventi dell'M-Day, Jono fu uno dei molti mutanti ad aver perduto i poteri. Il suo torace, la sua mandibola, ed i suoi organi interni inesistenti furono rimpiazzati da macchinari quando fu trasferito in ospedale. In seguito, rapito dallo psicologo Frederick Slade, fu curato dal Clan Akkaba tramite il sangue di Apocalisse, e ne divenne nell'aspetto una versione più giovane. Uno scan della sua energia residua, ha fatto constatare a Pete Wisdom, membro della nuova Excalibur, che ha raggiunto il "livello omega".

### New Warriors
Jono dopo la fine di Civil War, andrà con il gruppo di eroi non registrati dei New Warriors, riformati da un misterioso Night Thrasher diventando l'eroe ribelle "Decibel". Tramite la sua tecnologica uniforme, è in grado di creare costrutti sonori solidi, capaci di distruggere ogni cosa intorno a sé.

### Recupero dei poteri
Recupererà i poteri grazie al mutante Apocalisse, e si unirà alla Jean Grey School. Verrà però ucciso da Luca, Fratello malvagio di Blindfold posseduto da una personalità malvagia del mutante Legione.

## Poteri e abilità
Chamber è un mutante ridotto ad una pura forma psionica di energia infiammata. Il corpo di Jono è perciò solo un involucro dentro al quale si mantiene questa entità psionica. Essa si manifesta attraverso fiammate più o meno esplosive, che inizialmente risultarono fuori controllo, tanto da distruggergli irrimediabilmente una parte del volto. Grazie a questa sua natura questo personaggio non ha necessità di nutrirsi, di bere o di respirare. Chamber possiede inoltre capacità telepatiche, che sono cambiate di intensità e potere a seconda dei periodi, e tramite i quali può comunicare con gli altri, vista la perdita della bocca. È stato scritto nei fumetti che questa forma psionica potrebbe esistere anche senza l'involucro del suo corpo, inoltre che questa fiamma perenne di cui è composto, essendo di natura appunto psionica, non necessita di alcun combustibile per continuare a bruciare od esplodere verso l'esterno.
Depotenziato durante la Decimazione, grazie ad una speciale uniforme da New Warrior, Jono ha ottenuto delle indefinite capacità di emanare onde soniche che ha utilizzato per creare costrutti da usare in diverse situazioni.
Dopo il trattamento subito con il sangue di Apocalisse, i suoi poteri mutanti sono tornati di nuovo pienamente attivi.

## Altre versioni

### Era di Apocalisse
Nella continuity dell'era di Apocalisse, Jono è divenuto membro di Generation Next, sotto il comando di Kitty Pryde e Colosso, dopo che questi lo avevano salvato dalle grinfie di Mikhail Rasputin, uno dei Cavalieri di Apocalisse. I suoi poteri furono scoperti e messi sotto controllo tramite un erogatore di energia, prima che potessero distruggergli il corpo. Ha inoltre un'appassionata relazione con la compagna di squadra Husk. Tutti i membri di Generation Next furono uccisi dopo aver violato il covo di Sugar Man ed essere stati abbandonati da Colosso.

### Universo Amalgam
Nell'Amalgam, Jono si fonde con il cacciatore di taglie della DC Comics Jonah Hex. Le origini dei suoi poteri qui sono diverse: possiede, come Jono, una fornace di energia psionica che gli fa esplodere il torace e la mandibola, ma quest'energia viene presentata come tutta la rabbia che Jono aveva dal momento che l'intera cittadina dove abitava aveva tentato di ucciderlo durante un incendio. Inoltre, Jono qui riesce a parlare normalmente.

## Altri media
Nel film per la televisione Generation X, il personaggio di Jono fu rimpiazzato da quello di Refrax, un ragazzo dotato del potere di lanciare raggi radioattivi dagli occhi, a causa del costo esorbitante chiesto per la rappresentazione dei suoi poteri.